# سارة ماكنزي
سارة ماكنزي (بالإنجليزية: Sarah McKenzie)‏ هي عازفة بيانو ومغنية وملحنة وكاتبة غنائية أسترالية، ولدت في 1987 في بنديجو في أستراليا.

## وصلات خارجية
- الموقع الرسمي
- سارة ماكنزي على موقع ميوزك برينز (الإنجليزية)
- سارة ماكنزي على موقع أول ميوزيك (الإنجليزية)
- سارة ماكنزي على موقع ديسكوغز (الإنجليزية)